# Route nationale 137a
La route nationale 137A ou RN 137A était une route nationale française reliant Cars à Eyrans.
À la suite de la réforme de 1972, elle a été intégrée à la RN 137 ; l'ancien tracé de cette dernière qui traversait Blaye a été déclassé en RD 937.

## Ancien tracé de Cars à Eyrans (D 137)
- Cars
- Saint-Paul
- Eyrans